# Plac Srebrny we Wrocławiu

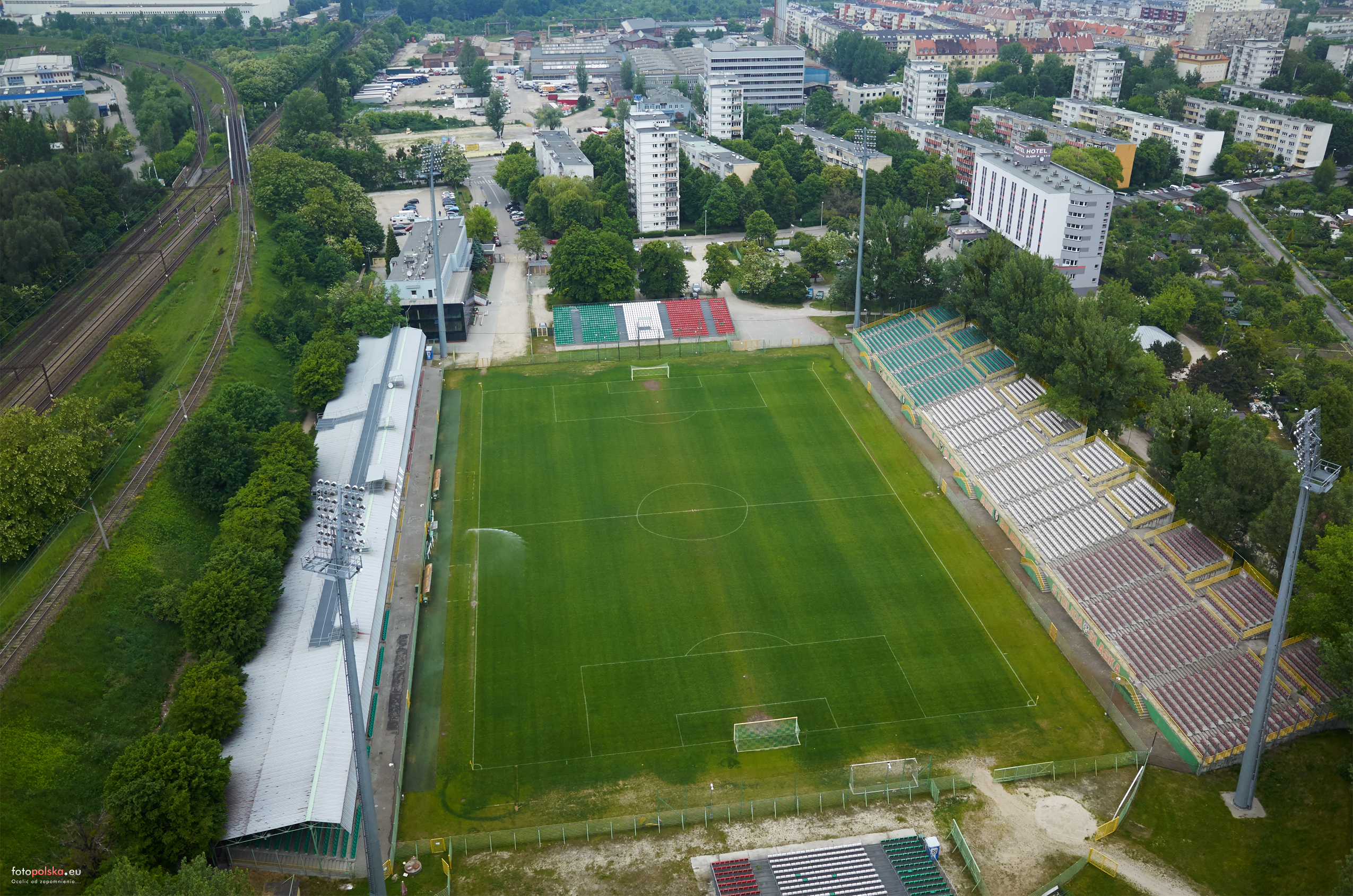
Stadion, za nim plac, po lewej obwodnica kolejowa

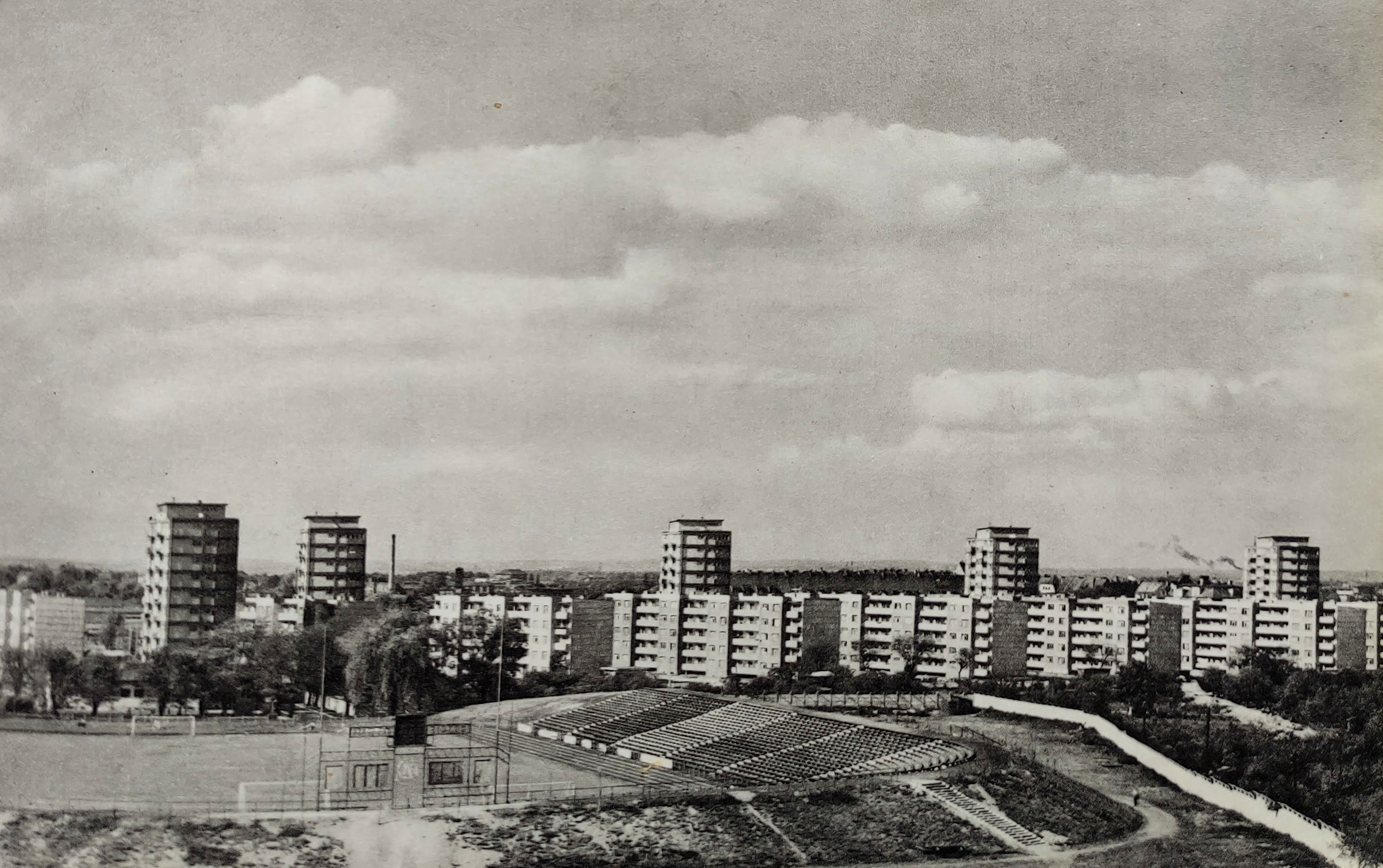
Stadion, za nim zespół mieszkaniowy „Gajowice”

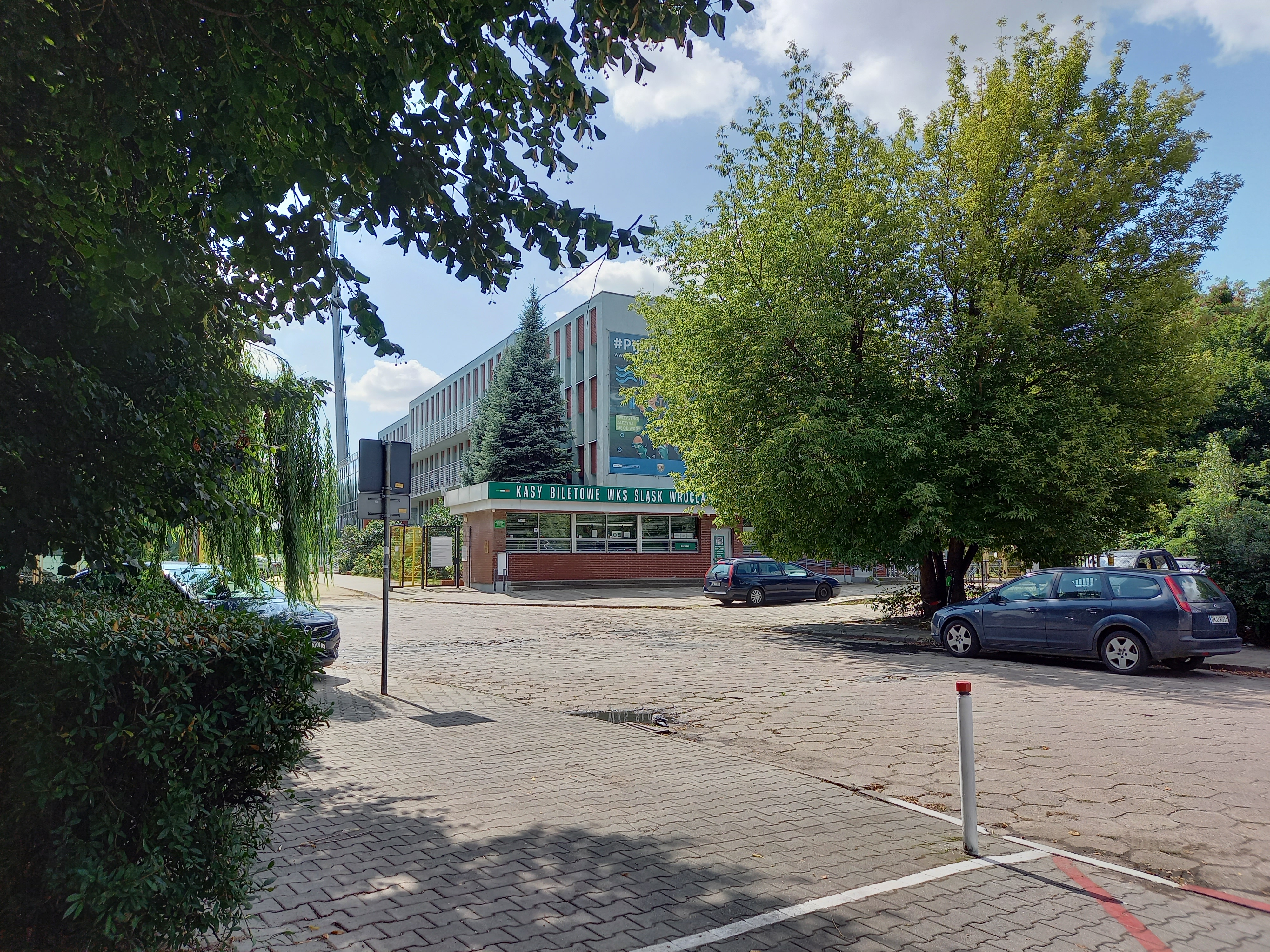
Widok w kierunku stadionu

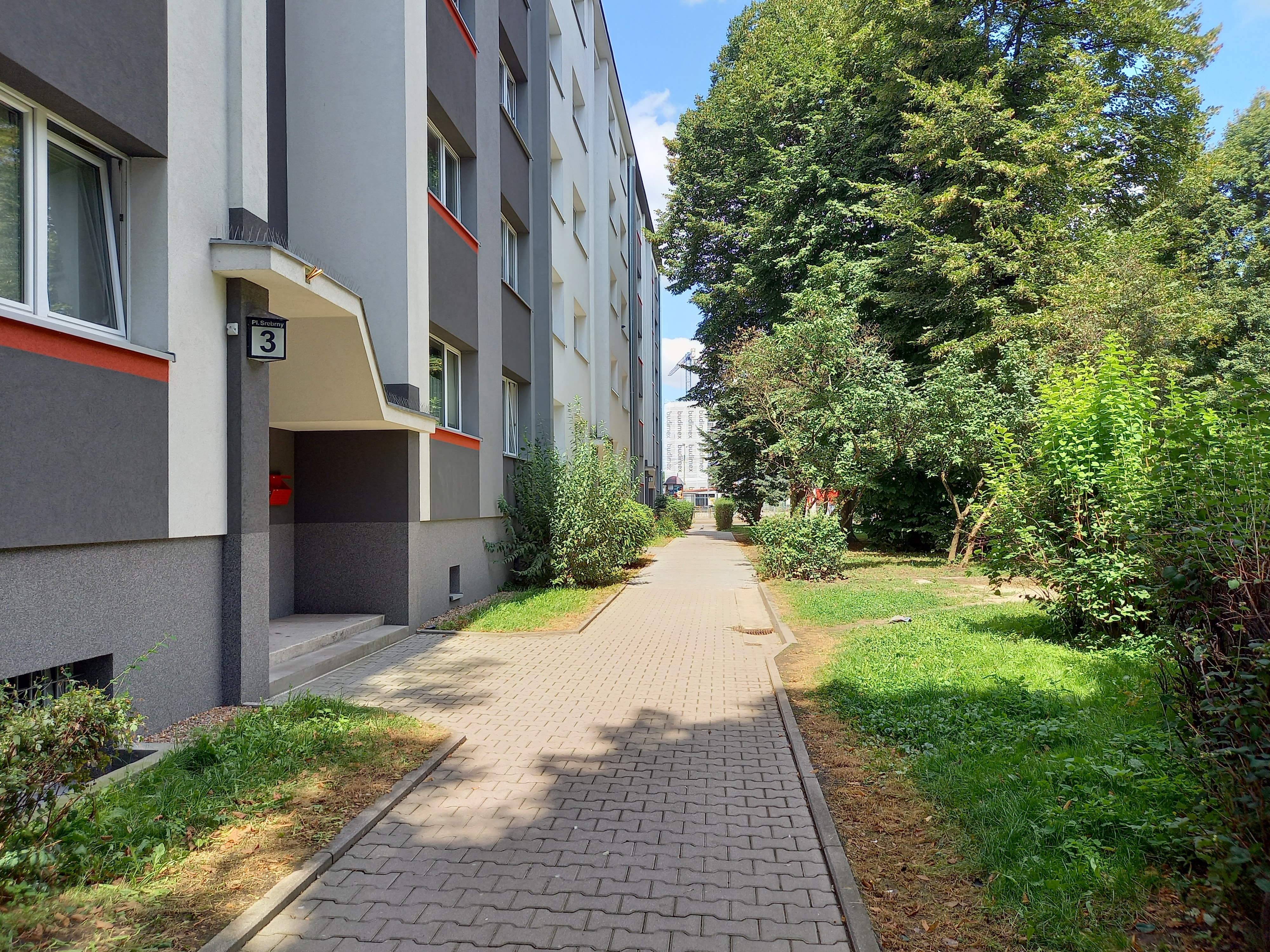
Pl. Srebrny 1, 2, 3

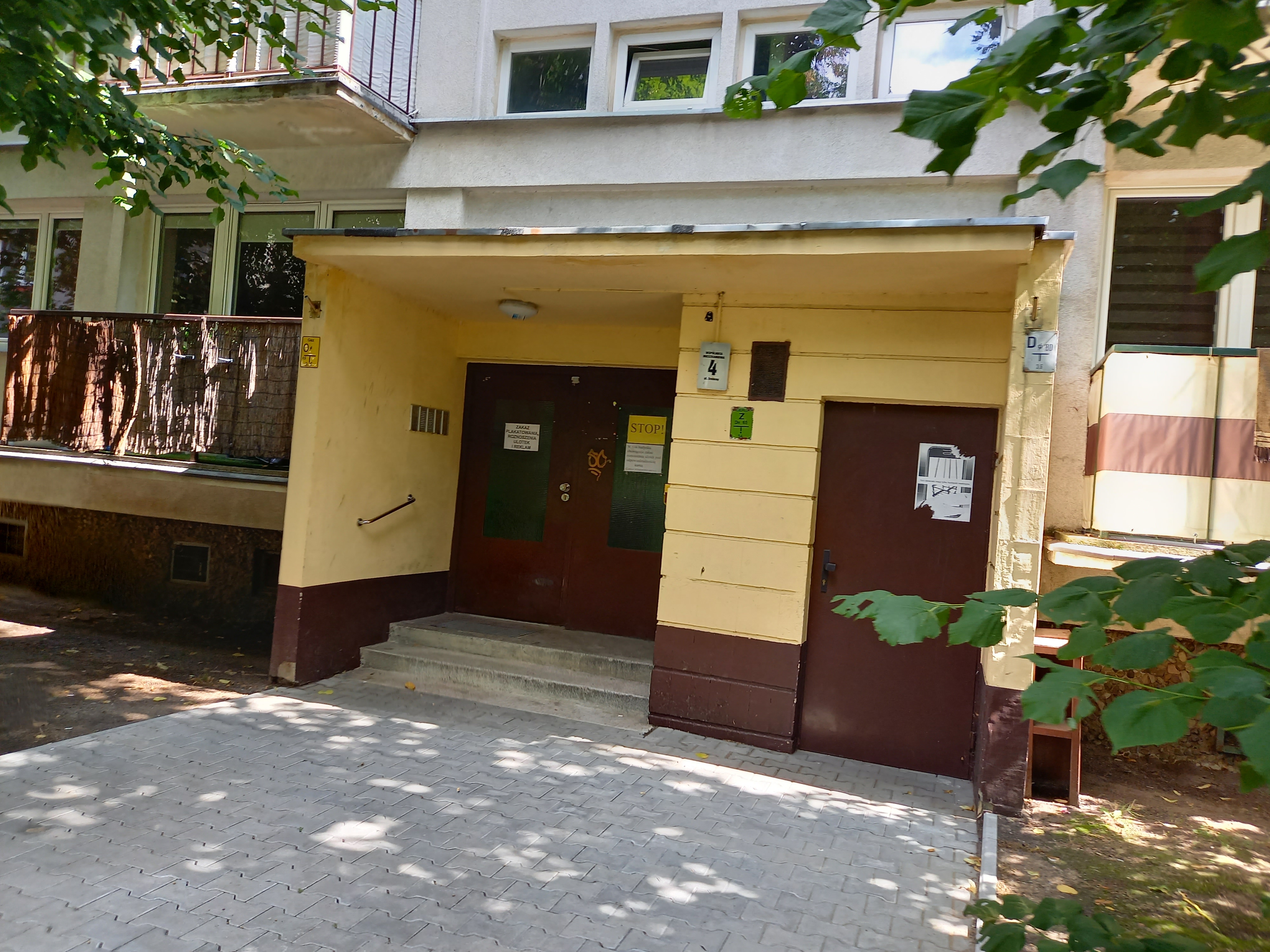
Pl. Srebrny 4

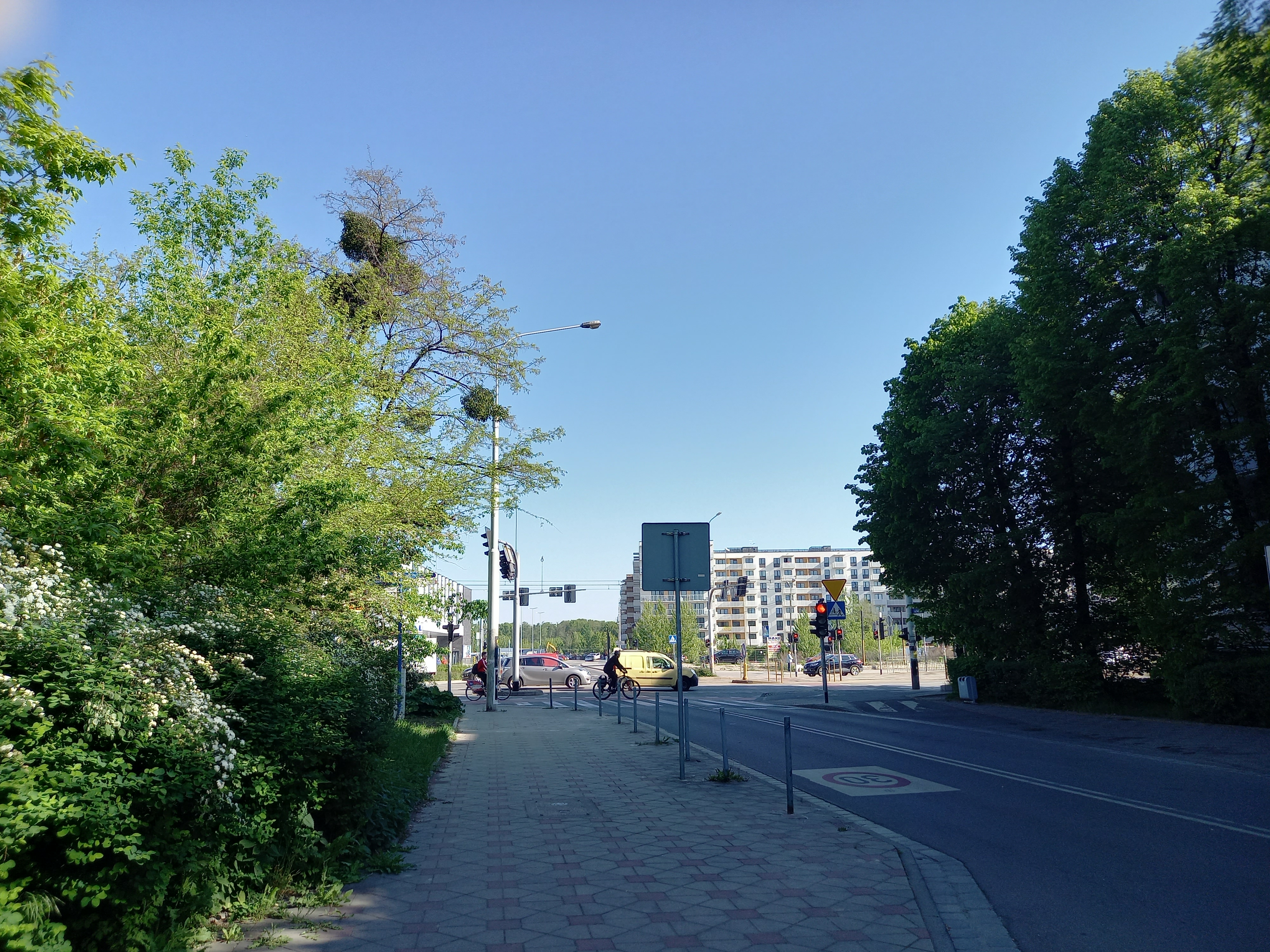
Skrzyżowanie z ul. Grabiszyńską

Plac Srebrny – plac położony we Wrocławiu na osiedlu Gajowice, w dawnej dzielnicy Fabryczna. Do placu przypisana jest droga gminna o długości 105 m i działka o statusie drogi wewnętrznej. Przy placu położony jest zespół mieszkaniowy „Gajowice” uznany za dobro kultury współczesnej, Stadion Oporowska, a po stronie zachodniej przebiega kolejowa obwodnica Wrocławia, wzdłuż której urządzony był trakt spacerowy, a sam plac był jednym z jego elementów.

## Historia
Historia placu Srebrnego to historia Gajowic, dla których ważną datą jest rok 1868 kiedy to zostały one włączone w granice miasta. W końcu XIX wieku teren przylegający do placu po stronie wschodniej był już gęsto zabudowany kamienicami czynszowymi. Od 1869 r. po północnej stronie za ulicą Grabiszyńską działała Odlewnia Żeliwa i Fabryka Maszyn Rolniczych Juliusa Kemny (Eisengiesserei und Maschinenfabrik). W 1896 r. po stronie zachodniej terenu placu uruchomiono prowadzoną na nasypie drogę kolejową – kolejową obwodnicę towarową. W 1891-1901 po obu stronach nasypu kolejowego wytyczono trakt spacerowy, obejmujący aleje wzdłuż nasypu ze szpalerami drzew oraz różne elementy i obiekty w jego ciągu, w tym plac Srebrny. Po południowej stronie placu w obrębie ulic: Stalowej, Kwaśnej, Kruczej i Oporowskiej oraz kolejowej, towarowej obwodnicy Wrocławia planowano budowę Parku Sportowego Grabiszyn. Początkowo przyjęto dla projektowanego założenia nazwę Volkspark am Sauberbrunn, czyli park ludowy przy kwaśnym źródle jako nawiązanie do istniejącego niedaleko Parku przy Kwaśnym Źródle. Projekt został zrealizowany tylko częściowo. Powstał stadion przy Oporowskiej w bezpośrednim sąsiedztwie placu oraz fragment promenady biegnącej wzdłuż torów kolejowych, gdzie posadzono szpalery drzew. Na pozostałym terenie urządzono ogródki działkowe.
W wyniku działań wojennych prowadzonych w czasie II wojny światowej w ramach oblężenia Wrocławia z 1945 r. znaczna część zabudowy uległa zniszczeniu. Po odgruzowaniu po stronie wschodniej powstał wolny teren, który przeznaczono do zabudowy. Zakłady Juliusa Kemny po II wojnie światowej zostały przekształcone w fabrykę działające w branży maszynowej – Fadroma. Po przemianach ustrojowych w Polsce na znaczącej części jej terenu rozpoczęto budowę współczesnych osiedli mieszkaniowych, a pozostałą część pozostawiono pod biura, handel i usługi. Zachowany stadion – Stadion Oporowska – przez lata służył klubowi Śląsk Wrocław, sekcji piłki nożnej. Po wojnie dawny trakt spacerowy wzdłuż nasypu kolejowego został zaniedbany, a z czasem pierwotne walory estetyczne i krajobrazowe, głównie ze względu na brak właściwego utrzymania, uległy zatarciu. Podkreśla się jednak, że nadal jest to teren o wysokim potencjale rekreacyjnym.
Projektowanie osiedla mieszkaniowego na wolnych terenach Gajowic, powstałych po ich odgruzowaniu, rozpoczęto w 1959 r. w Miastoprojekcie – Wrocław, w zespole architektów, którym kierował Igor Tawryczewski, a realizacja prowadzona była w latach 1960-1970. W jej wyniku na wschód od placu zbudowano osiedle mieszkaniowe „Gajowice”. Punktowce położone w rejonie placu oddano do użytkowana w 1963 r..
W 2012 r. realizowano w ramach programu zagospodarowania wnętrz międzyblokowych i placów zabaw projekt dla wnętrza międzyblokowego – Oporowska, Srebrny, Grabiszyńska, Cynowa.

## Nazwy
W swojej historii plac nosił następujące nazwy: 
- Raabeplatz, do 1946 r.[4][24]
- Srebrny, od 1946 r.[24][25][26].

Wcześniejsza nazwa placu – Raabeplatz – upamiętniała Wilhelma Raabe, pisarza, przedstawiciela realistycznej prozy niemieckiej, autora między innymi "Kroniki Wróblego Zaułka". Wilhelm Raabe urodził się 8.09.1831 r. w Eschershausen, a zmarł 15.11.1910 r. w Brunszwiku. Współczesna nazwa placu została nadana przez Zarząd Miejski i ogłoszona w okólniku nr 12 z 7.03.1946 r..

## Drogi
Do placu Srebrnego przypisana jest droga, której nadano kategorię drogi gminnej, o długości 105 m. Drodze tej przypisano numer 106262D (numer ewidencyjny drogi G1062620264011). Droga ta położona jest na działce ewidencyjnej o powierzchni 2 510 m2. Droga ma nawierzchnię wykonaną w początkowym odcinku z masy bitumicznej, a w na pozostałym odcinku nawierzchnię betonową. Ponadto do placu przypisana jest działka o statusie drogi wewnętrznej, której powierzchnia wynosi 3 294 m²(3 295 m²), o sposobie zagospodarowania: Ti - Inne tereny komunikacyjne, na której urządzono parking, o nawierzchni betonowej. Działka ta stanowi własność gminy, ale pozostaje w zarządzie, użytkowaniu.
Opisana wyżej droga gminna powiązana jest w początkowym swoim biegu z ulicą Grabiszyńską, która pełni funkcję zbiorczą, a przypisano jej klasę główną, z wydzielonym torowiskiem tramwajowym, jako główny korytarz tramwajowy. Skrzyżowanie to wyposażone jest w sygnalizację świetlną. Znajduje się tu przystanek dla pasażerów korzystających z wrocławskiej komunikacji miejskiej, wspólny dla autobusów i tramwajów obsługujących przebiegające tędy linie wyznaczone w ramach publicznego transportu zbiorowego, o nazwie „Plac Srebrny” , dzięki czemu plac ma zapewniony bardzo korzystny dostęp do miejskiej infrastruktury komunikacyjnej. Natomiast koniec tej drogi znajduje się na skrzyżowaniu z ulicą Oporowską. Całość objęta jest (z wyłączeniem skrzyżowania z ulicą Grabiszyńską) strefą ograniczenia prędkości do 30 km/h. Teren ten położony jest na wysokości bezwzględnej około 115,5 m n.p.m.

## Zabudowa i zagospodarowanie
Plac Srebrny we Wrocławiu położony jest na obszarze Gajowic w dawnej dzielnicy Fabryczna, na terenie ograniczonym ulicą: Grabiszyńską (po stronie północnej), za którą znajdują się współczesna zabudowa mieszkaniowa, oraz biurowa i handlowo-usługowa, zabudową zespołu mieszkaniowego „Gajowice” (po stronie wschodniej), ulicą Oporowską (po stronie południowej) i obiektami Stadionu Oporowska oraz kolejową obwodnicą Wrocławia (po stronie zachodniej), za którą znajduje się już osiedle Grabiszyn-Grabiszynek.
Wspomniany wyżej zespół mieszkaniowy „Gajowice” w ramach opracowanych dokumentów planistycznych: studium uwarunkowań i kierunków zagospodarowania przestrzennego z 2010 r. oraz studium uwarunkowań i kierunków zagospodarowania przestrzennego z 2018 r., jako zespół mieszkaniowy „Gajowice” w rejonie ulic: Grabiszyńskiej, Oporowskiej, Cynowej, Niklowej i pl. Srebrnego, uznano za dobro kultury współczesnej, obejmując ten zespół ochroną na podstawie ustawy o planowaniu i zagospodarowaniu przestrzennym. Podnosi się, że ma on szczególne znaczenie dla urbanistyki i kompozycji osiedla, a wchodzące w jego skład punktowce ocenia się jako wyróżniające. Ta zabudowa określana jest jako wielkie osiedla blokowe.
Częścią tego zespołu są dwa budynki położone przy placu Srebrnym:
- pięciokondygnacyjny budynek mieszkalny, o trzech klatach schodowych, pod numerami 1, 2, 3,
- dziesięciokondygnacyjny punktowiec mieszkalny pod numerem 4[61][62].

Obszar ten objęty jest rejonem statystycznym nr 930680, dla którego gęstość zaludnienia wynosi 17 347 ludz./km², przy 740 osobach zameldowanych w jego obrębie (według stanu na dzień 31.12.2021 r.).

## Baza TERYT
Dane Głównego Urzędu Statystycznego z bazy TERYT, spis ulic (ULIC):
- województwo: DOLNOŚLĄSKIE (02)
- powiat: Wrocław (0264)
- gmina/dzielnica/delegatura: Wrocław (0264011) gmina miejska; Wrocław-Fabryczna (0264029) delegatura
- Miejscowość podstawowa: Wrocław (0986283) miasto; Wrocław-Fabryczna (0986290) delegatura
- kategoria/rodzaj: ulica
- Nazwa ulicy: pl. Srebrny (20738)[61][65].